# Семёнов, Глеб Валерьевич
Глеб Валерьевич Семёнов (род. 28 августа 1998, Набережные Челны, Татарстан) — российский хоккеист, защитник.

## Биография
Начинал заниматься хоккеем в семь лет в Набережных Челнах. В 2012 году перешёл в нижегородское «Торпедо», играл за команду в ЮХЛ (2014/15). В 16 лет получил ушиб головного мозга с кровоизлиянием в мозжечок, лежал в реанимации в коме. На ярмарке юниоров КХЛ 2015 года был выбран под № 107 нижнекамским «Нефтехимиком», но в сезоне 2015/16 играл за «Челны» в МХЛ-Б. В сезонах 2016/17 — 2018/19 выступал за нижнекамский «Реактор» в МХЛ, в сезоне 2018/19 дебютировал в составе «Нефтехимика» в КХЛ. Играл также в ВХЛ за ЦСК ВВС Самара (2019/20 — 2020/21) и «Ижсталь» Ижевск (2021/22 — 2023/24). 11 октября 2023 года был обменян в омский «Авангард», провёл сезон в команде ВХЛ «Омские крылья». 8 июля 2024 года был обменян на денежную компенсацию в «Ладу».